# Quezon (Nueva Vizcaya)
Quezon (Bayan ng Quezon) är en kommun i Filippinerna. Kommunen ligger på ön Luzon, och tillhör provinsen Nueva Vizcaya. Folkmängden uppgår till 15 986 invånare.
Quezon delas in i 12 barangayer.